# 2023 год в кино
Многие фильмы 2023 года оказались убыточными, что объясняется высокими бюджетами и плохим маркетингом из-за забастовок в Голливуде. В частности, многие супергеройские фильмы, вышедшие в этом году, были плохо приняты или провалились в прокате; тенденция растущего неприятия этого жанра (который, по мнению многих, перенасытил рынок) получила название «супергеройская усталость» (англ. superhero fatigue).

## Самые кассовые фильмы
| Место | Название                                 | Дистрибьютор | Сборы          |
| ----- | ---------------------------------------- | ------------ | -------------- |
| 1     | Барби                                    | Warner Bros. | $1 446 938 421 |
| 2     | Братья Супер Марио в кино                | Universal    | $1 360 847 665 |
| 3     | Оппенгеймер                              | Universal    | $975 594 978   |
| 4     | Стражи Галактики. Часть 3                | Disney       | $845 555 777   |
| 5     | Форсаж 10                                | Universal    | $704 875 015   |
| 6     | Человек-паук: Паутина вселенных          | Sony         | $690 542 303   |
| 7     | Полноводная красная река                 | China Film   | $670 491 959   |
| 8     | Вонка                                    | Warner Bros. | $634 402 312   |
| 9     | Блуждающая Земля 2                       | China Film   | $589 506 656   |
| 10    | Миссия невыполнима: Смертельная расплата | Paramount    | $571 126 289   |

| Место | Название                                | Дистрибьютор                 | Сборы              |
| ----- | --------------------------------------- | ---------------------------- | ------------------ |
| 1     | Чебурашка                               | Централ Партнершип (Газпром) | ₽ 7 млрд 044,5 млн |
| 2     | Вызов                                   | Централ Партнершип (Газпром) | ₽ 2 млрд 155,1 млн |
| 3     | По щучьему велению                      | НМГ Кинопрокат               | ₽ 1 млрд 851 млн   |
| 4     | Леди Баг и Супер-Кот: Пробуждение силы  | Экспонента Фильм             | ₽ 921,8 млн        |
| 5     | Джон Уик 4                              | Атмосфера кино               | ₽ 874,2 млн        |
| 6     | Операция «Фортуна»: Искусство побеждать | Глобал Фильм                 | ₽ 684,8 млн        |
| 7     | Праведник                               | Централ Партнершип           | ₽ 641,9 млн        |
| 8     | Баба Яга спасает мир                    | Наше кино                    | ₽ 613,7 млн        |
| 9     | Поехавшая                               | Централ Партнершип           | ₽ 524,3 млн        |
| 10    | Повелитель ветра                        | Централ Партнершип           | ₽ 515,4 млн        |

## Фильмы, которые вышли в прокат в 2023 году
В марте 2022 года пять крупнейших американских кинокомпаний (Disney, Universal, Paramount, Warner и Sony) покинули рынок России. В апреле к ним присоединились студии Lionsgate и A24. В 2023 году продукция этих компаний не вышла в российский прокат, но «Джон Уик 4» от студии Lionsgate вышел на экраны в марте этого года, как и некоторые другие.
|  | Фильм официально не вышел в российский прокат |

### Январь — март
| Премьера      | Премьера | Название                                    | Студия                                                                                     | Режиссёр                               | В ролях | Жанр                                                | Прим.         |
| ------------- | -------- | ------------------------------------------- | ------------------------------------------------------------------------------------------ | -------------------------------------- | --- | --------------------------------------------------- | ------------- |
| Я Н В А Р Ь   | 1        | Чебурашка                                   | Союзмультфильм, Россия-1, Start Studio, Yellow, Black & White, Фонд Кино                   | Дмитрий Дьяченко                       | Сергей Гармаш, Ольга Кузьмина, Полина Максимова | комедия, фэнтези, семейный                          | [ 9 ]         |
| Я Н В А Р Ь   | 1        | Гром: Трудное детство                       | Bubble Studios, Плюс Студия, Кинопоиск                                                     | Олег Трофим                            | Кай Гетц, Сергей Марин, Алексей Ведерников | приключения, боевик, детектив, супергеройский фильм | [ 10 ] [ 11 ] |
| Я Н В А Р Ь   | 5        | Клипмейкеры                                 | Кинокомпания CTB                                                                           | Григорий Константинопольский           | Александр Горчилин, Александр Кузнецов, Мария Шалаева | комедия                                             |               |
| Я Н В А Р Ь   | 12       | Операция «Фортуна»: Искусство побеждать     | Miramax, STXfilms, Tencent Pictures                                                        | Гай Ричи                               | Джейсон Стейтем, Обри Плаза, Джош Хартнетт | боевик                                              |               |
| Я Н В А Р Ь   | 19       | Отзвуки прошлого                            | Saturn Films, Capstone Pictures, Intercut Capital, Tri-Fold Pictures, EchoWolf Productions | Бретт Донохью                          | Николас Кейдж, Ник Сирси, Шайло Фернандес | вестерн                                             |               |
| Я Н В А Р Ь   | 19       | 13 изгнаний дьявола                         | Mr. Fields and Friends, Atresmedia Cine, Bambú Producciones, 13 E Movie AIE                | Хакобо Мартинес                        | Мария Романильос, Хосе Сакристан, Рут Диас | ужасы                                               |               |
| Я Н В А Р Ь   | 26       | Крушение                                    | MadRiver Pictures, Olive Hill Media, G-Base, Di Bonaventura Pictures                       | Жан-Франсуа Рише                       | Джерард Батлер, Майк Колтер, Даниэлла Пинеда | боевик                                              | [ 12 ]        |
| Я Н В А Р Ь   | 26       | Изумительный Морис                          | Ulysses Filmproduktion, Cantilever Media, Narrativia, Moonshot Films                       | Тоби Генкель                           | Хью Лори, Эмилия Кларк, Дэвид Тьюлис | комедия, мультфильм                                 |               |
| Ф Е В Р А Л Ь | 2        | О чём говорят мужчины. Простые удовольствия | Хэд Мэйд Продакшен, Стрела, Start Studio, Yellow, Black & White                            | Михаил Поляков                         | Ростислав Хаит, Леонид Барац, Камиль Ларин, Александр Демидов, Михаил Полицеймако, Максим Виторган, Дмитрий Нагиев, Гарик Харламов                       | комедия                                             |               |
| Ф Е В Р А Л Ь | 3        | Стук в дверь                                | Blinding Edge Pictures, FilmNation Entertainment, Wishmore Entertainment                   | М. Найт Шьямалан                       | Дэйв Батиста, Джонатан Грофф, Бен Элдридж | психологические ужасы                               | [ 13 ]        |
| Ф Е В Р А Л Ь | 14       | Непослушная                                 | ССБ Кино                                                                                   | Дмитрий Суворов                        | Александр Петров, Анастасия Резник, Ян Цапник | мелодрама                                           |               |
| Ф Е В Р А Л Ь | 16       | Снег, сестра и росомаха                     | Фрут Тайм                                                                                  | Роман Михайлов                         | Фёдор Лавров, Екатерина Старателева, Юлия Марченко, Кирилл Полухин                                                                                       | мелодрама                                           |               |
| Ф Е В Р А Л Ь | 16       | Праведник                                   | Централ Партнершип, Тритэ, ВайТ Медиа, Россия 1, Фонд Кино                                 | Сергей Урсуляк                         | Александр Яценко, Сергей Маковецкий, Фёдор Добронравов                                                                                                   | военная драма                                       |               |
| Ф Е В Р А Л Ь | 16       | Винни-Пух: Кровь и мёд                      | Jagged Edge Productions, ITN Studios                                                       | Рис Фрейк-Уотерфилд                    | Крейг Дэвид Доусетт, Крис Корделл, Николай Леон | слэшер                                              | [ 14 ]        |
| Ф Е В Р А Л Ь | 16       | Заклятье. Первое причастие                  | Atresmedia Cine, Ikiru Films S.L., Rebelion Terrestre, La Terraza Films                    | Виктор Гарсия                          | Карла Кампра, Айна Квиньонес, Марк Солер | ужасы                                               |               |
| Ф Е В Р А Л Ь | 16       | Снежная Королева: Разморозка                | Wizart Animation, СТВ, Фонд Кино                                                           | Алексей Цицилин, Андрей Кореньков      | Полина Войченко, Мария Шустрова, Ирина Чумантьева, Юрий Романов                                                                                          | приключения, семейный, комедия, сказка              |               |
| Ф Е В Р А Л Ь | 17       | Человек-муравей и Оса: Квантомания          | Disney/Marvel Studios                                                                      | Пейтон Рид                             | Пол Радд, Эванджелин Лилли, Кэтрин Ньютон, Джонатан Мэйджорс, Мишель Пфайффер, Билл Мюррей, Кори Столл, Майкл Дуглас                                     | супергеройский боевик, фантастика                   | [ 15 ]        |
| Ф Е В Р А Л Ь | 23       | Бешенство                                   | Резервная копия, Hype Film, Фонд Кино                                                      | Дмитрий Дьяченко                       | Алексей Серебряков, Всеволод Володин, Евгений Ткачук | триллер                                             |               |
| Ф Е В Р А Л Ь | 23       | Марлоу                                      | Aperture Media Partners, H2L Media Group, Hills Productions AIE                            | Нил Джордан                            | Лиам Нисон, Дайан Крюгер, Джессика Лэнг, Адевале Акиннуойе-Агбадже                                                                                       | нуар, триллер, полицейская драма                    |               |
| Ф Е В Р А Л Ь | 24       | Кокаиновый медведь                          | Universal Pictures / Brownstone Productions                                                | Элизабет Бэнкс                         | Кери Расселл, О’Ши Джексон-младший, Кристиан Ковенри, Олден Эренрайк, Джесси Тайлер Фергюсон                                                             | чёрная комедия, триллер                             | [ 16 ]        |
| Ф Е В Р А Л Ь | 24       | Революция Иисуса                            | Lionsgate, Kingdom Story Company                                                           | Джон Эрвин, Брент МакКоркл             | Келси Грэммер | драма                                               | [ 17 ]        |
| М А Р Т       | 2        | Нюрнберг                                    | Синема Продакшн, Фонд Кино                                                                 | Николай Лебедев                        | Сергей Кемпо, Любовь Аксёнова, Сергей Безруков | военная драма                                       |               |
| М А Р Т       | 2        | Беспринципные в деревне                     | Медиаслово, Плюс Студия                                                                    | Прыгунов Роман                         | Павел Деревянко, Николай Фоменко, Оксана Акиньшина, Александр Балуев                                                                                     | комедия                                             |               |
| М А Р Т       | 2        | Величайший детектив-паук                    | Kapers Animation, 3 Doubles Produccions, The Thinklab                                      | Хулио Сото Гурпиде                     | Хесус Барреда, Андреа Виллаверде | анимационное приключение                            |               |
| М А Р Т       | 3        | Крид 3                                      | Metro-Goldwyn-Mayer, Balboa Productions                                                    | Майкл Б. Джордан                       | Майкл Б. Джордан, Тесса Томпсон, Джонатан Мейджорс | спортивная драма                                    | [ 18 ]        |
| М А Р Т       | 8        | Поехавшая                                   | Yellow, Black and White, При поддержке «Фонда кино»                                        | Антон Маслов                           | Ольга Лерман, Виктор Хориняк, Елена Яковлева, Аскар Ильясов                                                                                              | роуд-муви                                           |               |
| М А Р Т       | 10       | Крик 6                                      | Spyglass Media Group, Project X Entertainment, Radio Silence Productions                   | Мэтт Беттинелли-Олпин, Тайлер Джиллетт | Мелисса Баррера, Дженна Ортега, Джасмин Савой Браун, Мэйсон Гудинг, Хейден Панеттьер, Дермот Малруни, Генри Черни, Кортни Кокс                           | слэшер                                              | [ 19 ] [ 20 ] |
| М А Р Т       | 10       | 65                                          | Sony / Columbia Pictures                                                                   | Скотт Бек, Брайан Вудс                 | Адам Драйвер, Ариана Гринблатт, Хлоя Коулман | научная фантастика                                  | [ 21 ]        |
| М А Р Т       | 16       | На солнце, вдоль рядов кукурузы             | Централ Партнершип                                                                         | Сарик Андреасян                        | Егор Бероев, Полина Максимова, Марк Богатырёв, Ольга Хохлова                                                                                             | драма                                               |               |
| М А Р Т       | 17       | Внутри                                      | Focus Features                                                                             | Василис Кацупис                        | Уиллем Дефо | психологический триллер                             | [ 22 ]        |
| М А Р Т       | 17       | Шазам! Ярость богов                         | Warner Bros. Pictures, New Line Cinema, DC Films                                           | Дэвид Ф. Сандберг                      | Закари Ливай, Джек Дилан Грейзер, Рэйчел Зеглер, Эшер Энджел, Джимон Хонсу, Люси Лью, Хелен Миррен                                                       | супергеройский боевик, фантастика                   | [ 23 ]        |
| М А Р Т       | 23       | Джон Уик 4                                  | Summit Entertainment, Thunder Road Pictures, 87Eleven Productions                          | Чад Стахелски                          | Киану Ривз, Лоренс Фишберн, Иэн Макшейн, Лэнс Реддик, Рина Саваяма, Хироюки Санада, Донни Йен, Шамир Андерсон, Билл Скарсгард, Марко Сарор, Скотт Эдкинс | остросюжетный боевик, неонуар                       | [ 24 ]        |
| М А Р Т       | 30       | Любовь-морковь: Восстание машин             | Реал-Дакота                                                                                | Андрей Волгин                          | Гоша Куценко, Кристина Орбакайте | фантастическая комедия, приключения, семейный       |               |
| М А Р Т       | 31       | Подземелья и драконы: Честь среди воров     | Paramount Pictures, Entertainment One                                                      | Джон Фрэнсис Дейли, Джонатан Голдштейн | Крис Пайн, Мишель Родригес, Джастис Смит, Реге-Жан Пейдж, София Лиллис, Хью Грант, Дэйзи Хэд                                                             | фэнтези, приключения, комедия                       | [ 25 ]        |
| М А Р Т       | 31       | Сердце льва                                 | Sony / Columbia Pictures, Mandalay Pictures                                                | Джордж Тиллман-младший                 | Крис Дэвис, Салливан Джонс, Жасмин Мэтьюз, Соня Сон, Джон Магаро, Шейн Момпремьер                                                                        |                                                     | [ 21 ]        |

### Апрель — июнь
| Премьера    | Премьера | Название                                    | Студия | Режиссёр                                        | В ролях | Жанр                                                                       | Прим.         |
| ----------- | -------- | ------------------------------------------- | --- | ----------------------------------------------- | --- | -------------------------------------------------------------------------- | ------------- |
| А П Р Е Л Ь | 5        | Братья Супер Марио в кино                   | Universal Pictures, Illumination, Nintendo | Аарон Хорват, Михаэль Еленик                    | Крис Прэтт, Чарли Дэй, Аня Тейлор-Джой, Джек Блэк, Киган-Майкл Кей, Сет Роген, Кевин Майкл Ричардсон, Фред Армисен, Себастьян Манискалко | кинокомедия, приключения, фэнтези, мультфильм                              | [ 26 ] [ 27 ] |
| А П Р Е Л Ь | 6        | Три мушкетёра: Д’Артаньян                   | Constantin Film, DeAPlaneta, Pathé, Radar Films, Canal+, CNC, Chapter 2, M6, ZDF, Orange Cinéma Séries, Région Bretagne, uFund, uMedia Family, «Атмосфера кино»              | Мартен Бурбулон                                 | Франсуа Сивиль, Ева Грин, Венсан Кассель, Ромен Дюрис, Пио Мармай, Луи Гаррель, Вики Крипс, Лина Кудри, Эрик Руф и другие | исторический боевик, приключения                                           | [ 28 ]        |
| А П Р Е Л Ь | 12       | Блуждающая Земля 2                          | China Film Group Corporation, Guo Fan Culture and Media, GIFilm Beijing Studio Co., Ltd. Beijing Dengfeng International Culture Communication Co., Ltd. CFC Pictures Limited | Франт Гво                                       | Энди Лау, Ву Цзин, Ли Сюэцзянь | научно-фантастический боевик                                               |               |
| А П Р Е Л Ь | 14       | Экзорцист Ватикана                          | Screen Gems (Sony), 2.0 Entertainment, Loyola Productions | Джулиус Эйвери                                  | Рассел Кроу, Дэниел Зоватто, Алекс Эссо | ужасы, фантастика                                                          | [ 29 ]        |
| А П Р Е Л Ь | 20       | Вызов                                       | Yellow, Black & White, Первый канал, START, Фонд кино, Роскосмос | Клим Шипенко                                    | Юлия Пересильд, Милош Бикович, Владимир Машков | драма                                                                      |               |
| А П Р Е Л Ь | 20       | Мизантроп                                   | FilmNation Entertainment, RainMaker Films | Дамиан Сифрон                                   | Шейлин Вудли, Бен Мендельсон | триллер, полицейская драма, боевик                                         |               |
| А П Р Е Л Ь | 21       | Без ответа                                  | Apple Studios, Skydance Media | Декстер Флетчер                                 | Крис Эванс, Ана де Армас | боевик, комедия                                                            | [ 30 ]        |
| А П Р Е Л Ь | 21       | Переводчик                                  | Metro-Goldwyn-Mayer, STX Films, Toff Guys, Кинопоиск | Гай Ричи                                        | Джейк Джилленхол, Дар Салим, Александр Людвиг | боевик                                                                     |               |
| А П Р Е Л Ь | 27       | Яга и книга заклинаний                      | Глюк'oZa Animation, Art Pictures Group, при поддержке «Фонда кино», «НМГ Кинопрокат»                                                                                         | Владимир Саков                                  | Юлия Хлынина, Лидия Чистякова-Ионова, Диомид Виноградов, Елена Шульман (†), Фёдор Бондарчук, Илья Бледный, Наталья Шеховцева, Александра Курагина, Екатерина Шмакова, Злата Осипова и Вера Чистякова-Ионова                                                                   | приключения, комедия, мультфильм, семейный                                 | [ 31 ]        |
| М А Й       | 5        | Стражи Галактики. Часть 3                   | Marvel Studios (Disney) | Джеймс Ганн                                     | Крис Прэтт, Зои Салдана, Дэйв Батиста, Вин Дизель, Брэдли Купер, Карен Гиллан, Пом Клементьефф, Уилл Поултер | супергеройский боевик, фантастика, приключения, комедия, космическая опера | [ 32 ]        |
| М А Й       | 5        | Люби снова                                  | Screen Gems (Sony), 2.0 Entertainment, Thunder Road Films | Джеймс С. Страус                                | Приянка Чопра, Сэм Хьюэн, Селин Дион, Рассел Тови, Омид Джалили, Селия Имри | комедия, мелодрама                                                         |               |
| М А Й       | 11       | 14+: Продолжение                            | Централ Партнершип | Андрей Зайцев                                   | Глеб Калюжный, Ольга Озоллапиня, Полина Гухман | мелодрама                                                                  |               |
| М А Й       | 12       | Рай для дураков                             | Roadside Attractions / Lionsgate | Чарли Дэй                                       | Чарли Дэй, Кен Джонг, Рэй Лиотта, Кейт Бекинсейл, Эдриен Броуди, Common, Джейсон Судейкис, Эди Фалко, Джон Малкович, Джиллиан Белл, Аланна Юбак, Трэвис Фиммел, Дин Норрис, Эди Ганем, Кэтрин Макнамара, Мэри Элизабет Эллис, Гленн Хоуэртон, Джейсон Бейтман, Джимми Симпсон | сатрическая комедия                                                        | [ 33 ]        |
| М А Й       | 18       | Хитровка. Знак четырёх                      | Мосфильм | Карен Шахназаров                                | Константин Крюков, Михаил Пореченков, Алексей Вертков, Александр Олешко, Анфиса Черных, Евгений Стычкин, Борис Каморзин | Остросюжетный фильм, приключения, детектив                                 |               |
| М А Й       | 19       | Форсаж 10                                   | Universal Pictures, Original Film, One Race Films | Джастин Лин                                     | Вин Дизель, Мишель Родригес, Джейсон Момоа, Тайриз Гибсон, Лудакрис, Джон Сина, Сон Кан, Натали Эммануэль, Джордана Брюстер, Шарлиз Терон, Джейсон Стейтем, Бри Ларсон, Алан Ричсон                                                                                           | боевик                                                                     | [ 34 ]        |
| М А Й       | 25       | Непосредственно Каха. Другой фильм          | Пензфильм, НеМедиа, Централ Партнершип | Виктор Шамиров                                  | Артём Карокозян, Артём Калайджян, Елена Осипова, Ева Зограбян, Вартан Даниелян, Тамара Турава, Глеб Сипунов, Арам Айрапетян, Яков Кешинян, Георгий Рогонян | комедия                                                                    |               |
| М А Й       | 25       | Беглец                                      | Thunder Road Films, G-BASE, Capstone Group, MBC Studios | Рик Роман Во                                    | Джерард Батлер, Али Фазал, Оливия-Май Барретт | боевик, триллер                                                            | [ 35 ]        |
| М А Й       | 26       | Русалочка                                   | Walt Disney Pictures | Роб Маршалл                                     | Хэлли Бейли, Джона Хауэр Кинг, Хавьер Бардем, Мелисса Маккарти, Давид Диггс, Джейкоб Трамбле, Аквафина | мюзикл, фэнтези                                                            | [ 36 ]        |
| И Ю Н Ь     | 1        | Маша и Медведь в кино: Скажите «Ой!»        | «Animaccord» | Артём Наумов                                    | Юлия Зуникова, Борис Кутневич, Артём Божутин, Валерия Шевченко, Зина Куприянович, Олег Савостюк, Диомид Виноградов и Юлия Яблонская | семейный, комедия, мультфильм, короткометражка                             | [ 37 ]        |
| И Ю Н Ь     | 2        | Человек-паук: Паутина вселенных             | Columbia Pictures, Sony Pictures Animation, Marvel Entertainment, Arad Productions, Lord Miller Productions, Pascal Pictures                                                 | Жуакин Душ Сантуш, Кэмп Пауэрс, Джастин Томпсон | Шамик Мур, Хейли Стайнфелд, Джейк Джонсон, Оскар Айзек, Исса Рэй | супергеройский боевик, фантастика, драма, комедия                          | [ 38 ] [ 39 ] |
| И Ю Н Ь     | 9        | Трансформеры: Восхождение Звероботов        | Paramount Pictures, Skydance Media, Entertainment One | Стивен Кейпл                                    | Энтони Рамос, Доминик Фишбэк, Лорен Велес, Тобе Нвигве, Питер Каллен, Рон Перлман | научно-фантастический боевик                                               | [ 40 ]        |
| И Ю Н Ь     | 22       | Дыхание                                     | Yellow, Black and White, Start | Роман Каримов                                   | Ирина Горбачёва, Антон Батырев, Даниил Воробьёв, Андрей Карако, Вера Шпак, Евгения Храповицкая, Дмитрий Павленко | драма                                                                      | [ 41 ]        |
| И Ю Н Ь     | 23       | Флэш                                        | DC Studios (Warner), Double Dream, The Disco Factory | Энди Мускетти                                   | Эзра Миллер, Майкл Китон, Рон Ливингстон, Кирси Клемонс, Майкл Шеннон, Антье Трауэ, Саша Калле, Бен Аффлек | супергеройский боевик, фантастика                                          | [ 42 ]        |
| И Ю Н Ь     | 30       | Индиана Джонс и Колесо судьбы               | Lucasfilm | Джеймс Мэнголд                                  | Харрисон Форд, Фиби Уоллер-Бридж, Мадс Миккельсен, Томас Кречман, Бойд Холбрук, Тоби Джонс, Антонио Бандерас | приключенческий боевик                                                     | [ 43 ]        |
| И Ю Н Ь     | 30       | Руби Гильман: Приключения кракена-подростка | DreamWorks Animation, Universal Pictures | Кирк де Микко                                   | Лана Кондор, Тони Коллетт, Энни Мерфи, Сэм Ричардсон, Лайза Коши, Уилл Форте, Колман Доминго, Джабук Янг-Уайт, Блю Чапман, Эдуардо Франко, Рамона Янг, Эко Келлум, Николь Байер, Джейн Фонда                                                                                  | фэнтези, боевик, комедия                                                   | [ 44 ]        |

### Июль — сентябрь
| Премьера        | Премьера | Название                                          | Студия | Режиссёр                  | В ролях | Жанр                                                                                       | Прим          |
| И Ю Л Ь         |          |                                                   | |                           | |                                                                                            |               |
| --------------- | -------- | ------------------------------------------------- | --- | ------------------------- | --- | ------------------------------------------------------------------------------------------ | ------------- |
| И Ю Л Ь         | 5        | Леди Баг и Супер-Кот: Пробуждение силы            | ZAG Animation, ON Animation Studios, The Awakening Production, Fantawild                                                                                                | Джереми Заг, Томас Астрюк | Кристина Ви, Брайс Папенбрюк, Кит Силверштейн, Бенджамин Дискин, Кристофер Кори Смит, Керри Каранен, Сабрина Вайз, Села Виктор | семейный, музыкальный фильм, фэнтезийный фильм, приключения, супергеройский фильм          |               |
| И Ю Л Ь         | 7        | Астрал 5: Красная дверь                           | Screen Gems, Blumhouse Productions | Патрик Уилсон             | Тай Симпкинс | ужасы                                                                                      | [ 21 ]        |
| И Ю Л Ь         | 7        | Родители в законе                                 | Happy Madison Productions | Тайлер Спиндел            | Адам Дивайн, Пирс Броснан, Эллен Баркин | комедийный боевик, криминал                                                                |               |
| И Ю Л Ь         | 13       | Побег из страны роботов                           | Fantawild | Йонгчан Лин, Хькью Шао    | | фантастика, мультфильм                                                                     |               |
| И Ю Л Ь         | 14       | Миссия невыполнима: Смертельная расплата, часть 1 | Paramount Pictures, Skydance Media, Bad Robot Productions | Кристофер Маккуорри       | Том Круз, Саймон Пегг, Винг Рэймс, Ребекка Фергюсон, Ванесса Кирби, Эсай Моралес, Хейли Этвелл, Пом Клементьефф, Шей Уигем, Генри Черни, Кэри Элвес | шпионский боевик                                                                           | [ 45 ] [ 46 ] |
| И Ю Л Ь         | 20       | Жанна Дюбарри                                     | Why Not Productions, France 2 Cinéma, France 3 Cinéma, Les Films du Fleuve, IN.2 Film, La Petite Reine, Les Films de Batna, Impala Productions, Red Sea Film Foundation | Майвенн                   | Джонни Депп, Майвенн, Пьер Ришар, Ноэми Львовски, Бенжамен Лаверн, Мельвиль Пупо | фильм-биография, историческая драма                                                        |               |
| И Ю Л Ь         | 20       | Схватка с дьяволом                                | Capstone Studios, Hammerstone Studios, Signature Films, RLJE Films | Юваль Адлер               | Юэль Киннаман, Николас Кейдж, Камерон Ли Прайс | психологический триллер                                                                    |               |
| И Ю Л Ь         | 21       | Барби                                             | Warner Bros. Pictures | Грета Гервиг              | Марго Робби, Райан Гослинг, Америка Феррера, Симу Лю, Кейт Маккиннон, Ариана Гринблатт, Александра Шипп, Эмма Маки | романтическая комедия                                                                      |               |
| И Ю Л Ь         | 21       | Оппенгеймер                                       | Universal Pictures, Syncopy Inc., Atlas Entertainment | Кристофер Нолан           | Киллиан Мерфи, Эмили Блант, Мэтт Деймон, Роберт Дауни-мл., Флоренс Пью, Рами Малек, Бен Сафди | биографический триллер                                                                     | [ 47 ] [ 48 ] |
| А В Г У С Т     | 2        | Мег 2: Бездна                                     | Warner Bros. Pictures | Бен Уитли                 | Джейсон Стэйтем, Клифф Кертис | научно-фантастический боевик                                                               | [ 42 ]        |
| А В Г У С Т     | 2        | Черепашки-ниндзя: Погром мутантов                 | Nickelodeon Movies, Point Grey Pictures | Джефф Роу                 | Майка Эбби, Шамон Браун-младший, Хэннибал Бёресс, Роуз Бирн, Николя Канту, Джон Сина, Джеки Чан, Айс Кьюб, Натасия Деметриу, Айо Эдебири, Джанкарло Эспозито, Post Malone, Брэйди Нун, Сет Роген, Пол Радд, Майя Рудольф                                                                                 | фантастика, приключения, комедия, боевик                                                   | [ 49 ]        |
| А В Г У С Т     | 11       | Гран Туризмо                                      | Columbia Pictures, PlayStation Productions | Нил Бломкамп              | Джейсон Хэлл | спортивная драма                                                                           | [ 50 ]        |
| А В Г У С Т     | 16       | Иллюзия превосходства                             | Netflix | Спенсер Браун             | Эймон Фаррен | научно-фантастический триллер                                                              | [ 51 ]        |
| А В Г У С Т     | 18       | Синий Жук                                         | DC Studios, The Safran Company | Анхель Мануэль Сото       | Шоло Маридуэнья, Адриана Барраса, Дамиан Алькасар, Рауль Макс Трухильо, Бруна Маркезини, Сьюзан Сарандон, Джордж Лопес | супергеройский боевик, фантастика                                                          |               |
| С Е Н Т Я Б Р Ь | 1        | Великий уравнитель 3                              | Columbia Pictures, Escape Artists | Антуан Фукуа              | Дензел Вашингтон, Дакота Фаннинг | боевик, триллер                                                                            | [ 52 ]        |
| С Е Н Т Я Б Р Ь | 8        | Проклятие монахини 2                              | Warner Bros. Pictures, New Line Cinema, Atomic Monster | Майкл Чавес               | Таисса Фармига, Йонас Блоке, Сторм Рид, Анна Попплуэлл, Бонни Ааронс | готический фильм ужасов о сверхъестественном                                               |               |
| С Е Н Т Я Б Р Ь | 14       | После. Навсегда                                   | Calmape Media, Wattpad | Кастилл Лэндон            | Джозефин Лэнгфорд, Хиро Файнс-Тиффин | драма, романтика                                                                           |               |
| С Е Н Т Я Б Р Ь | 15       | Призраки в Венеции                                | Kinberg Genre The Mark Gordon Company Scott Free Productions Agatha Christie Limited TSG Entertainment                                                                  | Кеннет Брана              | Кайл Аллен, Кеннет Брана, Камилль Коттен, Джейми Дорнан, Тина Фей, Джуди Хилл, Али Хан, Эмма Лейрд, Келли Райлли, Риккардо Скамарчо, Мишель Йео | мистика                                                                                    | [ 53 ]        |
| С Е Н Т Я Б Р Ь | 22       | Неудержимые 4                                     | Millennium Media, Campbell Grobman Films, Lionsgate | Скотт Во                  | Джейсон Стейтем, Сильвестер Сталлоне, Дольф Лундгрен, Рэнди Кутюр, Меган Фокс, Энди Гарсиа, Тони Джаа, Ико Ювайс, Шила Шах, Джейкоб Скипио, Леви Трэн, Эдди Холл | боевик                                                                                     |               |
| С Е Н Т Я Б Р Ь | 29       | Щенячий патруль: Мегафильм                        | Paramount Pictures, Nickelodeon Movies, Spin Master Entertainment, Mikros Image                                                                                         | Кэл Брункер               | Маккенна Грейс, Тараджи П. Хенсон, Рон Пардо, Кристен Белл, Джеймс Марсден, Лил Рел Хауэри, Ким Кардашьян, Серена Уильямс, Крис Рок, Финн Ли-Эпп, Кристиан Конвери, Кристиан Каррао, Люкстон Хэндспайкер, Каллум Шоникер, Нилан Партипан, Марсэй Мартин, Алан Ким, Брайс Гонзалес, Норт Уэст, Сейнт Уэст | мультфильм, фантастика, приключения, комедия, боевик, семейный фильм, супергеройский фильм | [ 54 ] [ 55 ] |

### Октябрь — декабрь
| Премьера      | Премьера | Название                                       | Студия                                                           | Режиссёр                                               | В ролях | Жанр                                                | Прим.         |
| ------------- | -------- | ---------------------------------------------- | ---------------------------------------------------------------- | ------------------------------------------------------ | --- | --------------------------------------------------- | ------------- |
| О К Т Я Б Р Ь | 5        | Гардемарины 1787. Мир                          | «Сагиттариус-Д»                                                  | Светлана Дружинина                                     | Дмитрий Харатьян, Александр Домогаров, Михаил Мамаев, Кристина Орбакайте | приключения, исторический фильм, мелодрама          |               |
| О К Т Я Б Р Ь | 12       | Смешарики снимают кино                         | «НМГ» Кинопрокат                                                 | Денис Чернов, Светлана Мардаголимова, Дмитрий Яковенко | Антон Виноградов, Владимир Постников, Вадим Бочанов, Светлана Письмиченко, Сергей Мардарь, Михаил Черняк                                                                                            | мультфильм, приключения                             |               |
| О К Т Я Б Р Ь | 12       | Вася не в себе                                 | «Кинокомпания братьев Андреасян»                                 | Гарик Петросян                                         | Павел Прилучный, Ольга Кузьмина, Павел Комаров, Роман Хан | комедия, фантастика                                 |               |
| О К Т Я Б Р Ь | 13       | Изгоняющий дьявола: Верующий                   | Universal Pictures, Blumhouse Productions                        | Дэвид Гордон Грин                                      | Лесли Одом-младший, Эллен Берстин | ужасы                                               | [ 56 ] [ 57 ] |
| О К Т Я Б Р Ь | 19       | Подвал Господина Гринберга                     | ARNI Cinematronics                                               | Андрей Паюков                                          | Агата Муциниеце, Власий Зубов, Дарья Эгерман | психологический триллер                             | [ 58 ]        |
| О К Т Я Б Р Ь | 22       | Один Чел и Городские приключения               | Дувитан Пикчерс 33 Аферио                                        | Даниил Гулькинов                                       | Сергей Семёнов, Пётр Кипелов, Андрей Голованов | приключения, семейный, комедия, драма               |               |
| О К Т Я Б Р Ь | 26       | По щучьему велению                             | СТВ                                                              | Александр Войтинский                                   | Никита Кологривый, Мила Ершова, Алина Алексеева, Юрий Колокольников, Роман Мадянов, Фёдор Лавров и Агриппина Стеклова                                                                               | приключения, сказка                                 | [ 59 ]        |
| О К Т Я Б Р Ь | 27       | Пила X                                         | Lionsgate Entertainment, Twisted Pictures                        | Кевин Гротерт                                          | Тобин Белл | ужасы                                               |               |
| О К Т Я Б Р Ь | 27       | Пять ночей с Фредди                            | Universal Pictures, Blumhouse Productions, Striker Entertainment | Эмма Тамми                                             | Джош Хатчерсон, Мэттью Лиллард, Мэри Стюарт Мастерсон, Пайпер Рубио, Кэт Коннер Стерлинг, Элизабет Лэил                                                                                             | фильм ужасов о сверхъестественном                   |               |
| Н О Я Б Р Ь   | 3        | Годзилла: Минус один                           | Toho, Toho Studios, Robot Communications                         | Такаси Ямадзаки                                        | Такаси Ямадзаки, Исиро Хонда, Такэо Мурата | кайдзю, фантастика, боевик, драма                   | [ 60 ]        |
| Н О Я Б Р Ь   | 10       | Капитан Марвел 2                               | Marvel Studios                                                   | Ниа Дакоста                                            | Бри Ларсон, Тейона Паррис, Иман Веллани, Сэмюэл Л. Джексон, Зави Эштон, Пак Соджун | супергеройский боевик, фантастика                   | [ 61 ]        |
| Н О Я Б Р Ь   | 16       | Свободное падение                              | План 9                                                           | Олег Уразайкин                                         | Александр Кузнецов | фантастика, триллер                                 |               |
| Н О Я Б Р Ь   | 16       | Гардемарины 1787. Война                        | «Сагиттариус-Д»                                                  | Светлана Дружинина                                     | Дмитрий Харатьян, Александр Домогаров, Михаил Мамаев | приключения, исторический фильм, мелодрама          |               |
| Н О Я Б Р Ь   | 17       | Голодные игры: Баллада о змеях и певчих птицах | Lionsgate                                                        | Фрэнсис Лоуренс                                        | Том Блайт, Джош Андрес Ривера, Хантер Шефер, Джейсон Шварцман, Питер Динклэйдж, Эшли Ляо | антиутопия, научно-фантастический боевик            | [ 62 ]        |
| Н О Я Б Р Ь   | 17       | Тролли. Группа в сборе                         | Universal Pictures, DreamWorks Animation                         | Уолт Дорн                                              | Анна Кендрик, Джастин Тимберлейк, Зоуи Дешанель | мультфильм, комедия, приключения                    | [ 63 ]        |
| Н О Я Б Р Ь   | 22       | Заветное желание                               | Walt Disney Pictures, Walt Disney Animation Studios              | Карлос Лопес Эстрада                                   | Ариана Дебос, Алан Тьюдик | мюзикл                                              | [ 64 ] [ 65 ] |
| Д Е К А Б Р Ь | 7        | Ёлки 10                                        | Bazelevs, ООО "Кулик Продакшн", Okko                             | Александра Лупашко, Сергей Наумов                      | Айдар Гараев, Ольга Дибцова, Елена Валюшкина, Галина Польских, Юрий Кузнецов, Борис Щербаков, Регина Тодоренко, Егор Корешков, Филипп Киркоров, Бедрос Киркоров, Виталий Кищенко, Александр Баширов | кинокомедия                                         |               |
| Д Е К А Б Р Ь | 7        | Одна дома                                      | Berg Sound                                                       | Анарио Мамедов                                         | Виталия Корниенко, Михаил Тарабукин | комедия, семейный фильм, детское кино               |               |
| Д Е К А Б Р Ь | 13       | Три мушкетёра: Миледи                          | Constantin Film, DeAPlaneta, Pathé, Radar Films                  | Мартен Бурбулон                                        | Франсуа Сивиль, Ева Грин, Венсан Кассель | исторический боевик, приключения                    |               |
| Д Е К А Б Р Ь | 14       | Манюня: Новогодние приключения                 | «Кинокомпания братьев Андреасян»                                 | Арман Марутян                                          | Екатерина Темнова, Карина Каграманян, Карина Мнацаканян | комедия, приключения, семейный, новогодний          |               |
| Д Е К А Б Р Ь | 15       | Вонка                                          | Warner Bros. Pictures, Heyday Films                              | Пол Кинг                                               | Тимоти Шаламе, Киган-Майкл Кей, Салли Хокинс, Роуэн Аткинсон, Оливия Колман, Джим Картер | мюзикл, фэнтези                                     | [ 66 ]        |
| Д Е К А Б Р Ь | 20       | Цвет лиловый                                   | Warner Bros. Pictures, Amblin Entertainment                      | Блитц Базавуле                                         | Кори Хокинс, H.E.R. | историческая драма, история взросления              | [ 67 ]        |
| Д Е К А Б Р Ь | 20       | Битва в проливе Норян                          | Big Stone Pictures                                               | Ким Ханмин                                             | Ким Юн Сок, Чон Джэ Ён, Пэк Юн Щик, Хо Джун Хо, Лим Иль Гю | история, военный, биография                         | [ 68 ] [ 69 ] |
| Д Е К А Б Р Ь | 22       | Миграция                                       | Illumination, Universal Pictures                                 | Бенджамин Реннер                                       | Кумэйл Нанджиани, Элизабет Бэнкс, Каспар Дженнигс, Трези Газаль, Киган-Майкл Кей, Аквафина, Дэнни Де Вито, Дэвид Митчелл, Кэрол Кейн                                                                | мультфильм, фэнтези, комедия, приключения, семейный | [ 70 ] [ 71 ] |
| Д Е К А Б Р Ь | 25       | Аквамен и потерянное царство                   | DC Films, The Safran Company, Atomic Monster Productions         | Джеймс Ван                                             | Джейсон Момоа, Эмбер Херд, Патрик Уилсон, Дольф Лундгрен, Яхья Абдул-Матин II, Темуэра Моррисон, Николь Кидман                                                                                      | боевик, фантастика, приключения, супергероика       | [ 72 ] [ 73 ] |
| Д Е К А Б Р Ь | 28       | Три богатыря и Пуп Земли                       | «Мельница» «СТВ»                                                 | Константин Иванович Бирюков                            | Олег Куликович, Валерий Соловьев, Дмитрий Быковский,Сергей Маковецкий, Дмитрий Высоцкий, Анатолий Петров                                                                                            | мультфильм, комедия, приключения                    |               |

## Награды

### Премия «Золотой глобус»
80-я церемония вручения американской премии «Золотой глобус» состоялась 10 января 2023 года в отеле «Беверли-Хилтон», Лос-Анджелес. В роли ведущего выступил американский стэндап-комик Джеррод Кармайкл. Почётная награда имени Сесиля Б. Де Милля за достижения в области кинематографа была вручена актёру Эдди Мерфи.
- Лучший фильм (драма): «Фабельманы»
- Лучший фильм (комедия или мюзикл): «Банши Инишерина»
- Лучший режиссёр: Стивен Спилберг — «Фабельманы»
- Лучшая мужская роль (драма): Колин Фаррелл — «Банши Инишерина»
- Лучшая женская роль (драма): Кейт Бланшетт — «Тар»
- Лучшая мужская роль (комедия или мюзикл): Остин Батлер — «Элвис»
- Лучшая женская роль (комедия или мюзикл): Мишель Йео — «Всё везде и сразу»
- Лучшая мужская роль второго плана: Куан Ке Хюи — «Всё везде и сразу»
- Лучшая женская роль второго плана: Анджела Бассетт — «Чёрная Пантера: Ваканда навеки»
- Лучший сценарий: Мартин Макдона — «Банши Инишерина»
- Лучший анимационный фильм: «Пиноккио Гильермо дель Торо»
- Лучший фильм на иностранном языке: «Аргентина, 1985» (Аргентина)

### Critics' Choice Movie Awards
28-я церемония вручения премии Critics' Choice Movie Awards прошла 15 января 2023 года в отеле Fairmont Century Plaza Hotel в Лос-Анджелесе и в отеле Савой в Лондоне. Ведущей была американская комедиантка, актриса, писательница, телеведущая, продюсер и сценарист Челси Хэндлер.
- Лучший фильм: «Всё везде и сразу»
- Лучший режиссёр: Дэн Кван и Дэниел Шайнерт — «Всё везде и сразу»
- Лучшая мужская роль: Брендан Фрейзер — «Кит»
- Лучшая женская роль: Кейт Бланшетт — «Тар»
- Лучшая мужская роль второго плана: Куан Ке Хюи — «Всё везде и сразу»
- Лучшая женская роль второго плана: Анджела Бассетт — «Чёрная Пантера: Ваканда навеки»
- Лучший актёрский состав: «Достать ножи: Стеклянная луковица»
- Лучший анимационный фильм: «Пиноккио Гильермо дель Торо»
- Лучший фильм на иностранном языке: «RRR: Рядом ревёт революция» (Индия)

### Премия «Золотой орёл»
21-я церемония вручения премии «Золотой орёл» состоялась 27 января 2023 года в первом павильоне киноконцерна «Мосфильм».
- Лучший игровой фильм: «Чемпион мира»
- Лучшая режиссёрская работа: Алексей Сидоров за работу над фильмом «Чемпион мира»
- Лучший сценарий: Пётр Тодоровский за сценарий к фильму «Здоровый человек»
- Лучшая мужская роль: Иван Янковский за роль в фильме «Чемпион мира»
- Лучшая женская роль: Ирина Старшенбаум за роль в фильме «Здоровый человек»
- Лучшая мужская роль второго плана: Евгений Миронов за роль в фильме «Сердце Пармы»
- Лучшая женская роль второго плана: Дарья Балабанова за роль в фильме «Здоровый человек»

### Кинофестиваль «Сандэнс»
Кинофестиваль «Сандэнс-2023» прошёл с 19 по 29 января в городе Парк-Сити, Юта, США, с показами в городах Солт-Лейк-Сити, Огден и на курорте Сандэнс.
- Лучший американский художественный фильм: «Тысяча и один»
- Лучший зарубежный художественный фильм:  «Задира»
- Лучший американский документальный фильм: «Полёт на Марс: Проект Никки Джованни»
- Лучший зарубежный документальный фильм:  «Вечная память»

### Премия Гильдии режиссёров США
75-я церемония вручения премий Американской гильдии режиссёров за заслуги в области кинематографа и телевидения за 2022 год состоялась 18 февраля 2023 года в Лос-Анджелесе.
- Лучший режиссёр: Дэн Кван, Дэниэл Шайнерт — «Всё везде и сразу»
- Лучший режиссёр дебютного фильма: Шарлотта Уэллс — «Солнце моё»

### Премия BAFTA
76-я церемония вручения британской премии «BAFTA» состоялась 19 февраля 2023 года в Королевском фестивальном зале в лондонском Саутбэнк Центре. Ведущим церемонии был британский актёр Ричард Э. Грант.
- Лучший фильм: «На Западном фронте без перемен»
- Лучший британский фильм: «Банши Инишерина»
- Лучший фильм на иностранном языке: «На Западном фронте без перемен» (Германия)
- Лучший режиссёр: Эдвард Бергер — «На Западном фронте без перемен»
- Лучшая мужская роль: Остин Батлер — «Элвис»
- Лучшая женская роль: Кейт Бланшетт — «Тар»
- Лучшая мужская роль второго плана: Барри Кеоган — «Банши Инишерина»
- Лучшая женская роль второго плана: Керри Кондон — «Банши Инишерина»
- Лучший оригинальный сценарий: Мартин Макдона — «Банши Инишерина»
- Лучший адаптированный сценарий: Эдвард Бергер, Лесли Паттерсон и Иан Стокелл — «На Западном фронте без перемен»
- Лучший анимационный фильм: «Пиноккио Гильермо дель Торо»

### Премия «Сезар»
48-я церемония вручения премии «Сезар» за заслуги в области французского кинематографа за 2022 год состоялась 24 февраля 2023 года в концертном зале Олимпия в Париже.
- Лучший фильм: «Таинственное убийство»
- Лучший фильм на иностранном языке: «Хищники» (Испания, Франция)
- Лучший режиссёр: Доминик Молль, «Таинственное убийство»
- Лучшая мужская роль: Бенуа Мажимель — «Мучения на островах»
- Лучшая женская роль: Виржини Эфира — «Воспоминания о Париже»
- Лучшая мужская роль второго плана: Були Ланнерс — «Таинственное убийство»
- Лучшая женская роль второго плана: Ноэми Мерлан — «По правилам и без»
- Лучший оригинальный сценарий: Луи Гаррель, Танги Виль, Наила Гиге — «По правилам и без»
- Лучший адаптированный сценарий: Жиль Маршан, Доминик Молль, Полин Гуэна — «Таинственное убийство»

### Премия Гильдии продюсеров США
34-я церемония вручения премии Гильдии продюсеров США за заслуги в области кинематографа и телевидения за 2022 год состоялась 25 февраля 2023 года в отеле Беверли Хилтон в Беверли-Хиллз, штат Калифорния.
- Лучший фильм: «Всё везде и сразу»
- Лучший анимационный фильм: «Пиноккио Гильермо дель Торо»

### Берлинский кинофестиваль
73-й Берлинский международный кинофестиваль проходил с 16 по 26 февраля 2023 года в Берлине. В основной конкурс вошло 19 лент. Жюри возглавляла американская актриса Кристен Стюарт.
- Золотой медведь: «На Адаманте», реж. Николя Филибер (Франция, Япония)
- Гран-при жюри (Серебряный медведь): «Красное небо», реж. Кристиан Петцольд (Германия)
- Приз жюри (Серебряный медведь): «Плохая жизнь», реж. Жуан Канижу (Португалия, Франция)
- Серебряный медведь за лучшую режиссёрскую работу: Филипп Гаррель, «Большая колесница» (Франция, Швейцария)
- Серебряный медведь за лучшую роль: София Отеро за «20 тысяч разновидностей пчёл» ( Испания)
- Серебряный медведь за лучшую роль второго плана: Теа Эре за «До конца ночи» (Германия)
- Серебряный медведь за лучший сценарий: Ангела Шанелек за «Музыка» (Германия)
- Серебряный медведь за выдающиеся художественные достижения: Элен Лувар (оператор) за «Disco Boy» (Франция, Бельгия, Польша, Италия)

### Премия Гильдии киноактёров США
29-я церемония вручения премии Гильдии киноактёров США за заслуги в области кинематографа и телевидения за 2022 год состоялась 26 февраля 2023 года в отеле Fairmont Century Plaza в Лос-Анджелесе, Калифорния. Приз за вклад в кинематограф получила американская актриса Салли Филд.
- Лучший актёрский состав: «Всё везде и сразу»
- Лучшая мужская роль: Брендан Фрейзер — «Кит»
- Лучшая женская роль: Мишель Йео — «Всё везде и сразу»
- Лучшая мужская роль второго плана: Куан Ке Хюи — «Всё везде и сразу»
- Лучшая женская роль второго плана: Джейми Ли Кёртис — «Всё везде и сразу»
- Лучший каскадёрский состав: «Топ Ган: Мэверик»

### Премия «Независимый дух» (Independent Spirit Awards)
38-я церемония вручения премии «Независимый дух», ориентированной в первую очередь на американское независимое кино, за 2022 год состоялась 4 марта 2023 года в Санта-Монике.
- Лучший фильм: «Всё везде и сразу»
- Лучший режиссёр: Дэн Кван, Дэниэл Шайнерт — «Всё везде и сразу»
- Лучшая главная роль: Мишель Йео — «Всё везде и сразу»
- Лучшая роль второго плана: Куан Ке Хюи — «Всё везде и сразу»
- Лучший сценарий: Дэн Кван, Дэниэл Шайнерт — «Всё везде и сразу»
- Лучший фильм на иностранном языке: «Страна радости» (Пакистан)

### Премия «Оскар»
95-я церемония вручения премии «Оскар» за заслуги в области кинематографа за 2022 год состоялась 12 марта 2023 года в театре «Долби», Лос-Анджелес, США. Ведущим был американский комик и телеведущий Джимми Киммел.
- Лучший фильм: «Всё везде и сразу»
- Лучший режиссёр: Дэн Кван, Дэниэл Шайнерт — «Всё везде и сразу»
- Лучшая мужская роль: Брендан Фрейзер — «Кит»
- Лучшая женская роль: Мишель Йео — «Всё везде и сразу»
- Лучшая мужская роль второго плана: Куан Ке Хюи — «Всё везде и сразу»
- Лучшая женская роль второго плана: Джейми Ли Кёртис — «Всё везде и сразу»
- Лучший оригинальный сценарий: Дэн Кван, Дэниэл Шайнерт — «Всё везде и сразу»
- Лучший адаптированный сценарий: Сара Полли — «Говорят женщины»
- Лучший анимационный полнометражный фильм: «Пиноккио Гильермо дель Торо»
- Лучший фильм на иностранном языке: «На Западном фронте без перемен» (Германия)

### Московский международный кинофестиваль
45-й Московский международный кинофестиваль прошёл в Москве с 20 по 27 апреля 2023 года. В основной конкурс вошли 12 картин, в том числе российские фильм «14+ Продолжение» Андрея Зайцева и «Первая любовь» Светланы Проскуриной. Председателем жюри основного конкурса был индийский режиссёр Рахуль Равель. Главный приз кинофестиваля, «Золотой Георгий», получил фильм «Три брата» аргентинского режиссёра Франсиско Папарелья.

### MTV Movie & TV Awards
Церемония вручения кинонаград канала MTV состоялась 7 мая 2023 года в Санта-Монике, Калифорния. Из-за забастовки Гильдии сценаристов Америки, которая началась 2 мая 2023 года, ведущая церемонии Дрю Бэрримор и большинство запланированных гостей отказались от участия в церемонии в знак солидарности. В результате традиционная церемония награждения не состоялась и была заменена записанной заранее видеопрезентацией. Награда «Гений комедии» была вручена американской актрисе Дженнифер Куллидж.
- Лучший фильм года: «Крик 6»
- Лучшая актёрская работа: Том Круз — «Топ Ган: Мэверик»

### Каннский кинофестиваль
76-й Каннский международный кинофестиваль проходил с 16 по 27 мая 2023 года в Каннах, Франция. В основной конкурс вошла 21 картина. Жюри основного конкурса возглавил шведский режиссёр и сценарист Рубен Эстлунд.
- Золотая пальмовая ветвь: «Анатомия падения», реж. Жюстин Трие (Франция)
- Гран-при: «Зона интересов», реж. Джонатан Глейзер (США,  Великобритания, Польша)
- Приз жюри: «Опавшие листья», реж. Аки Каурисмяки ( Финляндия)
- Лучший режиссёр: Чан Ань Хунг за «Рецепт любви» (Франция)
- Лучший сценарий: Юдзи Сакамото за «Монстр» ( Япония)
- Лучшая мужская роль: Кодзи Якусе за «Идеальные дни» (Южная Корея)
- Лучшая женская роль: Мэрвэ Диздар за «О сухой траве» ( Труция)

### Венецианский кинофестиваль
80-й Венецианский международный кинофестиваль проходил с 30 августа по 9 сентября 2023 года в Венеции, Италия. В основной конкурс вошли 23 ленты. Жюри основного конкурса возглавлял американский режиссёр, сценарист и продюсер Дэмьен Шазелл.
- Золотой лев: «Бедные-несчастные», реж. Йоргос Лантимос (США, Ирландия,Великобритания)
- Гран-при жюри: «Зла не существует», реж. Рюсукэ Хамагути (Япония)
- Специальный приз жюри: «Зелёная граница», реж. Агнешка Холланд (Польша, Франция, Чехия, Бельгия)
- Серебряный лев за режиссуру: Маттео Гарроне, «Я — капитан» (Италия, Бельгия)
- Приз за лучший сценарий: Гильермо Кальдерон и Пабло Ларраин, «Граф» (Чили)
- Кубок Вольпи за лучшую мужскую роль: Питер Сарсгаард за фильм «Память» (Мексика, США)
- Кубок Вольпи за лучшую женскую роль: Кейли Спейни за фильм «Присцилла: Элвис и я» (США, Италия)
- Приз Марчелло Мастрояни лучшему молодому актёру/актрисе: Сейду Сарр, «Я — капитан» (Италия, Бельгия)

### Кинофестиваль в Торонто
48-й ежегодный международный кинофестиваль в Торонто (Канада) проходил с 7 по 17 сентября 2023 года/
- Приз зрительских симпатий (1 место): «Американское чтиво», реж. Корд Джефферсон (США)
- Приз зрительских симпатий (2 место): «Оставленные», реж. Александр Пэйн (США)
- Приз зрительских симпатий (3 место): «Мальчик и птица», реж. Хаяо Миядзаки (Япония)

### Фестиваль авторского кино «Зимний»
2-й Открытый российский кинофестиваль авторского кино проходил в Москве, в кинотеатре «Художественный» со 1 по 7 декабря 2023 года. Жюри возглавила продюсер София Митрофанова.
- Главный приз: «Панические атаки», реж. Иван И. Твердовский
- Приз за лучшую режиссуру: Николай Корякин — «Тимир»
- Приз за лучший сценарий: Татьяна Загдай — «Танцуй, Селёдка!»
- Приз за лучшую женскую роль: Полина Цыганова — «110»
- Приз за лучшую мужскую роль: Сергей Двойников — «Панические атаки»
- Приз за лучшее визуальное решение: «110», оператор Алексей Зайков

### Премия Европейской киноакадемии
36-я церемония континентальной премии Европейской академии кино состоялась 9 декабря 2023 года в Берлине, Германия.
- Лучший европейский фильм: «Анатомия падения» (Франция)
- Лучший европейский режиссёр: Жюстин Трие — «Анатомия падения» (Франция)
- Лучший европейский сценарист: Жюстин Трие, Артур Харари — «Анатомия падения» (Франция)
- Лучший европейский актёр: Мадс Миккельсен — «Меч короля» ( Дания)
- Лучшая европейская актриса: Сандра Хюллер — «Анатомия падения» (Германия)